# Autana (gemeente)
Autana is een gemeente (Spaans: Municipio Autónomo) in de Venezolaanse staat Amazonas. De gemeente telt 9.700 inwoners. De hoofdplaats is Isla de Ratón. In de gemeente staat de spectaculaire berg Autana.